# イグジステンズ
『イグジステンズ』（eXistenZ）は、デヴィッド・クローネンバーグ監督・脚本による1999年のカナダ・イギリス映画。
第49回ベルリン国際映画祭で芸術貢献賞を受賞した。

## ストーリー
この世界では脊髄にバイオポートという穴を開け、生体ケーブルを挿しこみゲームポッド（ゲーム機本体で突然変異した両生類の有精卵からできている）と人体を直接つないでプレイするヴァーチャルリアリティーゲームが人々の娯楽となっていた。
ある教会でアンテナ社が開発した新作ゲーム『イグジステンズ』の発表イベントが行われている。一般の参加者が天才ゲームデザイナーのアレグラ・ゲラー（ジェニファー・ジェイソン・リー）とこのゲームを体験できるのだ。ゲームが始まった直後、遅れてやって来た青年の隠し持っていた奇妙な銃で、責任者の男とゲーム中のアレグラが撃たれてしまう。ゲームの開発者や販売会社は、現実主義者（リアリスト）から敵視されているのだ。警備員のテッド・パイクル（ジュード・ロウ）は、負傷したアレグラを連れて逃げた。
アレグラは、襲撃された時に傷ついたオリジナル（原本）のゲームポッドが正常か確かめるために、テッドと共にゲームを始めた。ルールもゴールも分からないまま、現実並にリアルなゲーム世界のキャラクターになるテッド。自意識はあるが、必要なセリフは勝手に口をついて出る。殺人も犯しながらステージをクリアして行くが、現実の世界に戻っても殺人は続いた。彼らが戻った世界は、果たして現実なのだろうか。

## キャスト
| 役名                                  | 俳優                           | 日本語吹替 |
| ------------------------------------- | ------------------------------ | ---------- |
| テッド・パイクル / ラリー・アーシェン | ジュード・ロウ                 | 三木眞一郎 |
| アレグラ・ゲラー / バーブ・ブレッケン | ジェニファー・ジェイソン・リー | 小林優子   |
| キリ・ビヌカー                        | イアン・ホルム                 | 西村知道   |
| メルル                                | サラ・ポーリー                 | 浅野るり   |
| ガス                                  | ウィレム・デフォー             | 上田敏也   |
| ノエル・ディクター                    | クリス・レムシュ               | 山岸功     |
| ウィトルド・レヴィ                    | クリストファー・エクルストン   | 石田圭祐   |
| ヒューゴ・カーロー                    | カラム・キース・レニー         | 桐本琢也   |
| イェフゲニー・ノリッシュ              | ドン・マッケラー               | 二又一成   |
| ダルシー・ネイダー                    | ロバート・A・シルヴァーマン    | 水野龍司   |
| 中国人のウェイター                    | オスカー・スー                 | 岩崎ひろし |

## 評価
レビュー・アグリゲーターのRotten Tomatoesでは74件のレビューで支持率は74%、平均点は6.60/10となった。Metacriticでは29件のレビューを基に加重平均値が68/100となった。

## 備考
クリストファー・プリーストによりノベライゼーション『イグジステンズ』が竹書房文庫から刊行されている。